# Белый снег России
«Белый снег России» — советский художественный фильм режиссёра Юрия Вышинского по роману Александра Котова «Белые и чёрные». В центре повествования — судьба четвёртого чемпиона мира по шахматам Александра Алехина в один из наиболее трагических периодов его жизни: с 1927 по 1946 год, то есть от завоевания чемпионского звания до смерти. Великий шахматист, совершенно бесстрашный за шахматной доской и готовый играть против любого противника, в реальной жизни оказывается слишком нерешительным и с переменным успехом сражается с самим собой, собственными страхами, предрассудками и давлением среды.
Среди персонажей фильма — крупнейшие шахматисты тех лет, в их числе Э. Ласкер, М. М. Ботвинник, М. Эйве, С. Флор (последний представлен как человек изменивший дружбе с Алехиным якобы из корыстных побуждений, что не соответствует действительности).

## Сюжет
Авторы картины «Белый снег России» решили со всей категоричностью, бескомпромиссностью показать обреченность на трагедию подлинно талантливого, внутренне честного русского человека, оказавшегося за пределами Родины и осознавшего свою неоплатную перед ней вину. Содержанием жизни Алехина наряду с его громкими победами за шахматными столиками, сожигающей жадностью к творчеству была неутомимая тоска по оставленному дому, родному своему народу.— Советский экран, 1980
История начинается с момента, когда в 1927 году в Буэнос-Айресе Капабланка письменно сдаёт последнюю партию матча за звание чемпиона мира. Аргентинцы несут Алехина на руках до отеля; в Барселоне, куда прибывает пароход, ему устраивают восторженную встречу. Но во Франции, где последние годы жил Алехин, нового чемпиона встречают холодно, по сути, русский чемпион мира никому здесь особенно не нужен. Лишь русские эмигранты рады Алехину, но и они не бескорыстны: на торжественном приёме в честь чемпиона Алехин произносит речь, в которую при публикации в эмигрантских газетах вставляют антисоветский пассаж. Отношения с Россией прерваны, и всю свою последующую жизнь Алехин разрывается между желанием вернуться на Родину и опасениями, которые ему внушает его ближайшее окружение.
Алехин хочет принять участие в шахматном турнире в Москве, но по определённым причинам не может приехать в Советский Союз. Из-за ностальгии по России он расходится со своей женой Надин и сходится с Грейс Висхар. Алехин готовится к очередному шахматному турниру. Грейс в этот момент музицирует с друзьями в соседней комнате. Алехин, чтобы не слышать посторонних звуков, вставляет себе в уши пешки, но сосредоточиться на шахматной доске всё равно не получается. Он накачивается алкоголем. В этот момент раздаётся звонок телефона, и Алехин слышит известие, что Надин покончила с собой.
Двойственность положения, неуверенность в себе вкупе с личными неурядицами и пьянством, делают своё дело — и Алехин проигрывает матч на первенство мира 1935 года Максу Эйве, которого никто не считал серьёзным претендентом на мировую шахматную корону. После поражения он снова напивается, но обещает Грейс бросить пить. Прогуливаясь по Парижу вместе с Алехиным, Куприн говорит, что тоже испытывает ностальгию по России и о своём желании вернуться в Советский Союз. Куприн показывает Алехину свой новый советский паспорт и радуется, что Родина его простила. Он советует Алехину сделать то же самое.
Оскорблённый поражением, Алехин находит в себе силы собраться. Тогда же отношения с Россией движутся к восстановлению — матч-реванш выигран, и Алехин снова становится чемпионом мира. Но тут начинается Вторая мировая война. С началом войны он оказывается на оккупированной территории и вынужден сотрудничать с немцами для получения продовольственных карточек. В 1943 году он проводит вслепую сеанс одновременной игры на 32-х досках против немецких офицеров в Праге. Во время матча Алехин беспрестанно курит и пьёт чай, но сохраняет уверенность в общей победе — 30 побед против 2-х ничьих.
В конце войны Алехин переезжает в Португалию. Известие об окончании войны он встречает сидя на берегу океана. С воодушевлением он получает письмо от Михаила Ботвинника о возможности сыграть матч за мировую корону в Москве. Однако Алехин так и не дожидается возврата в мировые шахматы и проведения матча на первенство мира с Ботвинником — он умирает в номере португальского отеля через день после публикации официального объявления о будущем матче.

## В ролях
- Александр Михайлов — Алехин
- Владимир Самойлов — Куприн
- Юрий Каюров — Крыленко
- Наталья Гундарева — Надежда Сергеевна, русская жена Алехина
- Борис Галкин — Саломон Флор
- Александр Голобородько — Валентин Волянский
- Кристина Миколаевска — Грейс Висхар
- Анатолий Ромашин — Чебышев
- Александр Пашутин — Семёнов
- Олег Фёдоров — Михайлов «Заливной»
- Всеволод Якут — Эмануил Ласкер
- Владимир Пицек — Франсишку Люпи
- Тимофей Спивак — Макс Эйве
- Сергей Полежаев — немецкий генерал
- Сергей Рожков — Михаил Ботвинник
- Александр Довготько — штурмбаннфюрер СС
- Вадим Захарченко — гость на французском приеме
- Вадим Вильский — немецкий офицер, на шахматном турнире в Праге
- Олег Фёдоров — Заречный
- Владимир Пожидаев — немецкий офицер

## Съёмочная группа
- Автор сценария: Александр Котов, Юрий Вышинский
- Режиссёр-постановщик: Юрий Вышинский
- Оператор-постановщик: Сергей Вронский
- Композитор: Александр Флярковский
- Текст песни: Олега Милявского
- Вокал: Леонид Серебренников
- Дирижёр: Эмин Хачатурян

## Критика
Фильм получил высокую оценку в среде шахматистов, один из немногих фильмов упомянут в статье «Кино и шахматы» издания «Шахматы: энциклопедический словарь» под редакцией А. Е. Карпова:

В центре фильма — трудная судьба А. Алехина. Актёрскими удачами отмечены роли Алехина (артист А. Михайлов). Ласкера (В. Якут) , А. Куприна (В. Самойлов), первой жены Алехина (Н. Гундарева) и др.— Шахматы: энциклопедический словарь / гл. ред. А. Е. Карпов. — М.: Советская энциклопедия, 1990. — 624 с. — с. 158